# Glaphyrus serratulae serratulae
Glaphyrus serratulae serratulae es una subespecie de coleóptero de la familia Glaphyridae.

## Distribución geográfica
Habita en Argelia.